# Ognisko magmowe
Ognisko magmowe – miejsce w obrębie skorupy ziemskiej bądź w płaszczu Ziemi, gdzie w wyniku stopienia skał tworzy się magma. Następnie może ona przemieszczać się, tworząc inne zbiorniki magmowe, intruzje magmowe lub erupcje wulkaniczne.